# Corporación Chisso
La Chisso Empresa (チッソ株式会社, Chisso kabushiki kaisha?), reorganizada desde 2012 como JNC (Nueva Chisso Japón), es una compañía petroquímica japonesa. Es un importante proveedor del cristal líquido utilizado para las pantallas de LCD, pero es también  conocida por la contaminación llevado a cabo del suministro de agua en Minamata, Japón durante 34 años que llevó la muerte de miles de personas y enfermedades a los habitantes de la zona.
Entre 1932 y 1968, la fábrica química Chisso en Minamata liberó grandes cantidades de deshechos industriales que contenían altas dosis tóxicas de metilmercurio. Esto resultó en la bioacumulación del contaminante del agua en la vida marina local, la que luego es consumida por la población. A raíz de esta contaminación, 2.265 habitantes del área fueron víctimas de lo que es actualmente conocido como la enfermedad de Minamata. 1.784 de aquellas víctimas murieron a raíz del envenenamiento y/o la enfermedad. Los que fueron afectados por la enfermedad, desarrollaron deformidades osteomusculares y perdieron la capacidad de realizar funciones motoras tales como caminar. Muchos de ellos también perdieron cantidades significativas de la visión, así como capacidades del lenguaje y audición. Los casos más graves presentaron demencia, parálisis, coma y luego la muerte dentro de semanas del inicio de los síntomas.
En marzo de 2001, más de 10.000 personas habían recibido remuneración financiera de Chisso como compensación por el daño causado por la liberación química. Para 2004, la corporación Chisso había pagado 86 millones de dólares en compensación y, en el mismo año, se le ordenó a la compañía descontaminar el área. Sin embargo, el incidente sigue siendo controversial no solo por la propia intoxicación, sino por las tácticas que esta corporación realizó para suprimir las consecuencias negativas.
Chisso es miembro del Mizuho keiretsu.

## Historia

### Fundación
En 1906, Shitagau Noguchi, un licenciado de ingeniería eléctrica de la Universidad Imperial de Tokio, fundó la Sogi Compañía Eléctrica (曾木電気株式会社, Sogi Denki Kabushiki Kaisha?) la cual operó una estación de poder hidroeléctrica en Ōkuchi, Prefectura de Kagoshima. La estación de poder suministró electricidad para las mineras de oro en Ōkuchi pero hubo sobrecapacidad. Para hacer uso del poder del superávit, en 1908, Noguchi fundó la Compañía de Carburo del Japón (日本カーバイド商会, Nihon Kaabaido Shōkai?) la que operó una fábrica de carburo en la ciudad costera de Minamata, Prefectura de Kunamoto , a 30 km al noroeste de Ōkuchi. En el mismo año fusionó las dos compañías para formar la Compañía de Fertilizantes Nitrogenados de Japón (日本窒素肥料株式会社, Nihon Chisso Hiryō Kabushiki Kaisha?) - usualmente referenciado como Nichitsu.

### Expansión
En 1909, Noguchi adquirió los derechos al proceso Frank-Caro, por el cual el nitrógeno atmosférico fue combinado con carburo de calcio (un producto clave de la joven compañía) para producir cianamida cálcica, un fertilizante químico. Los fertilizantes nitrogenados eran claves para aumentar producción agrícola en Japón en aquella época, debido a su carencia de tierra cultivable y la naturaleza de escala pequeña de sus granjas, así que la compañía encontró un mercado preparado para su producto. Nichitsu también se diversificó en otros productos, a partir de la producción de carburo de calcio, iniciando la producción de ácido acético, amoníaco, explosivos y butanol.
La producción de sulfato de amonio (otro fertilizante químico) comenzó en 1914 en una planta en Kagami, Prefectura de Kumamoto, utilizando un proceso de fijación de nitrógeno - el primero en Japón. Las ventas del sulfato de amonio se incrementaron cuando fueron puestas en el mercado. Una nueva planta fue abierta en la fábrica Minamata en 1918 dónde fue capaz de producir sulfato de amonio a 70 yen por tonelada y lo venden a cinco y media veces el coste. Estos beneficios masivos permitieron a Nichitsu para sobrevivir a la posterior caída de los precios después del regreso de la competencia extranjera al mercado japonés después del fin de la Primera Guerra Mundial en Europa en septiembre de 1918.
Después de la guerra, Noguchi visitó Europa y decidió Nichitsu tendría que iniciar una síntesis alternativa de sulfato de amonio en Japón. En 1924, la planta Nichitsu en Nobeoka comenzó la producción utilizando la síntesis del amoniaco Casale qué requerido el uso de altas presiones y altísimas temperaturas. Una vez el proceso fue mostrado como un éxito, la planta en Minamata se convirtió en el proceso y comenzó la producción masiva.
Nichitsu creció firmemente, invirtió sus beneficios en nueva tecnología y expandir la producción a nuevas áreas y poco a poco se convertía en un gran conglomerado muchas compañías diferentes.

### Nichitsu en Corea
En 1924, Shitagau Noguchi decidió expandir Nichitsu a Corea. En aquellos días, Corea era una colonia de Japón.
En 1926,  estableció dos compañías en Corea como filiales a Nichitsu, reflejo de la base de la sociedad matriz: Korea Hydroelectric Power Company 朝鮮水力電気株式会社 (Chōsen Suiryoku Denki Kabushiki Kaisha?) y la Compañía coreana de Fertilizante Nitrogenado (朝鮮窒素肥料株式会社, Chōsen Chisso Hiryō Kabushiki Kaisha?). Noguchi quiso repetir su éxito en Ōkuchi y Minamata, pero en una escala aún mayor que en Corea.
La compañía eléctrica construyó plantas de energía hidroeléctrica una tras otra a lo largo de los ríos que drenan al río Yalu. En 1927, la filial de fertilizantes construyó un enorme complejo químico en Hungnam. La central hidroeléctrica suministró energía para la planta química, en la misma manera como la planta de energía en Ōkuchi había hecho para la fábrica de químicos en Minamata.
Nichitsu invirtió en Corea más agresivamente que cualquier otra compañía japonesa. Esta y sus filiales crecieron rápidamente en Corea, y llegó a ser reconocido como un zaibatsu emergente.
La diferencia entre el zaibatsu de Nichitsu y los zaibatsu como Mitsubishi y Mitsui era que Nichitsu no tuvo su propio banco y compañía de seguro. Por lo tanto, Nichitsu se basó en los bancos controlados por el gobierno.

### Disolución y reorganización
Cuando Japón perdió la Segunda Guerra Mundial en 1945, Nichitsu y su zaibatsu colapsado y fue forzado a abandonar todas las propiedades e intereses en Corea. Además, los Aliados en la ocupación de Japón ordenaron el desmantelamiento de la compañía, considerándola como una corporación adherida al gobierno militarista.
En 1950, la Nueva compañía japonesa de fertilizante nitrogenado (新日本窒素肥料株式会社, Shin Nihon Chisso Hiryō Kabushiki Kaisha?), referenciada usualmente como Shin Nichitsu, fue fundada como sucesora de la antigua compañía. Otras compañías sucesoras incluyen Asahi Kasei y Químicos Sekisui.

### Enfermedad de Minamata
Nichitsu había comenzado a producir acetaldehído utilizando un catalizador de mercurio en la planta de Minamata en mayo de 1932, y Shin Nichitsu continuó produciendo después de la guerra. La planta liberó residuos de su planta de acetaldehído a la bahía de Minamata a través del puerto de Hyakken. Los deshechos contenían numerosos contaminantes y sustancias venenosas incluyendo metilmercurio, una sustancia química altamente tóxica.
Esta sustancia química fue absorbida por peces y mariscos, bioacumulándose en la cadena alimentaria. Los habitantes consumieron los animales sin saber que estaban contaminados, y sufrirían años tras la intoxicación de mercurio. Hajime Hosokawa, médico del hospital de campaña Shin Nichitsu, informó de manera oficial el 1° de mayo de 1956 sobre una "epidemia de una enfermedad desconocida del sistema nervioso central", marcando el descubrimiento oficial de la enfermedad de Minamata.
En 1963, doctores de la Universidad de Kumamoto concluyeron que la causa de la enfermedad de Minamata era mercurio emitido por Shin Nihon Chisso Hiryo. En 1965, la compañía cambió su nombre a Chisso Corporation (チッソ株式会社 Chisso Kabushiki Kaisha?). En mayo de 1968, Chisso finalmente dejó de utilizar catalizador de mercurio en la producción de acetaldehído. En 1969, los pacientes demandaron a Chisso por una compensación. Muchas demandas fueron presentadas contra Chisso después de 1969, y algunas continúan presentándose.El posterior presidente de Chisso, Yutaka Egashira (después abuelo materno de Masako, Princesa de la Corona de Japón) utilizó a los yakuza con el fin de amenazar y silenciar a los pacientes y sus partidarios. Los pacientes y sus seguidores empezaron el "movimiento accionista" mediante la compra de una acción de Chisso cada uno, que fue usado para acusar a los ejecutivos de Chisso en su reunión general. Un millar de los accionistas unitarios que participaron en el movimiento se reunieron en frente de una sala en Osaka para asistir a la asamblea general  el 28 de noviembre de 1970, pero la compañía les impidió entrar a la sala al convertir a los yakuza en accionistas. Estos ocuparon la sala y la reunión terminó en cinco minutos con la aprobación de todos los proyectos de ley presentados por el consejo.
Además, Chisso hizo que matones yakuza golpearan al fotógrafo y periodista estadounidense W. Eugene Smith, después de que este publicó un ensayo fotográfico de gran prestigio que muestra los daños cáusticos y defectos de nacimiento que Chisso había causado a la población de Minamata. La pieza central del trabajo, titulado "Tomoko Uemura en su Baño", describió las deformaciones severas de un niño en las manos de su madre, como consecuencia de la  al agua contaminada por Chisso. En respuesta a este ataque de Chisso hacia W. Eugene Smith por la difusión de las fotografías, Smith fue galardonado con la medalla de oro Robert Capa en 1974 por "mejor reportaje publicado de en el extranjero requiriendo emprendimiento y valores excepcionales".
La ''versión histórica'' de la compañía en su sitio web actual no hace mención alguna a su rol en la contaminación masiva de Minamata y sus terribles consecuencias, aunque desde una sección separada del sitio web, está dedicada al tema. Esta sección, sin embargo, no está disponible en inglés, ni en español. Además, su Informe anual del 2004 reporta un equivalente de aproximadamente $50 millones de dólares (5,820 millones de yen) en "Responsabilidades de compensación a las víctimas de Minamata".  Del 2000 al 2003, la compañía también informó la compensación de pasivos con un total de $170 millones de dólares. Sus cuentas del 2000 también muestran que el gobierno de Japón y de la prefectura de Kumamoto renunciaron a una enorme compensación por $560 millones de dólares en relación con las responsabilidades de la empresa. Sus informes fiscales del 2004 y el 2005 refieren la enfermedad de Minamata como "Enfermedad del Sombrerero Loco", un término acuñado para la intoxicación por mercurio experimentada antiguamente los fabricantes de sombreros (cf El sombrerero).